# Rey Pellinore

Blasón de Pellinore.

El Rey Pellinore es el Rey de Listenoise o de "las Islas" (posiblemente Anglesey, o quizá los reinos medievales del mismo nombre), de acuerdo con la leyenda artúrica. Hijo del Rey Pellam y hermano de los reyes Pelles y Alain, su hazaña más famosa es la interminable persecución de la Bestia Aulladora, la cual estaba rastreando cuando se encontró con el Rey Arturo la primera vez. Pellinore derrota al Rey Arturo tras tres justas y rompe la espada que Arturo había sacado de la piedra. Merlín lanzó un encantamiento sobre Pellinore para salvar la vida de Arturo. Arturo alaba las habilidades de Pellinore y pronto se convierten en amigos, Arturo le invita a unirse a los Caballeros de la Mesa Redonda. Pellinore, tiene varios hijos legítimos e ilegítimos, sus hijos Tor, Aglovale, Lamorak, Dornar, y Percival se unieron a la Mesa Redonda finalmente, su hija, sin nombre (Dindrane) se convierte en sirvienta del Santo Grial y ayuda a Percival, Galahad y Bors para alcanzar el místico objeto.
Pellinore es un personaje principal en el Ciclo de la Post-Vulgata y las secciones de "La muerte de Arturo" de Sir Thomas Malory basadas en él. Ayudó a Arturo en las primeras batallas contra los vasallos rebeldes, pero cuando mata al Rey Lot de Orkney durante la batalla de Tarabel (también llamada Dimilioc), desata una disputa de sangre entre su familia y la de Lot, que terminará con la muerte de Pellinore y en la de muchos otros. Antes de esto, Pellinore se encuentra frecuentemente tratando de alcanzar a la Bestia Aulladora, un extraño monstruo con cabeza de serpiente, cuerpo de leopardo, muslos de león y pies de ciervo. Aunque Pellinore afirma que su línea de sangre está destinada para siempre a perseguir a la extraña criatura, Sir Gaheris el Ejecutor, retomó la búsqueda, y según una versión consigue matar a la bestia.
Se dice que Pellinore pertenece a la línea real de José de Arimatea, cuya dinastía guarda el Santo Grial, de acuerdo con la leyenda artúrica. De hecho, es uno de los hijos de Pellinore, Percival, uno de los primeros buscadores del Grial, y es su sobrino lejano Galahad, quién completa la búsqueda. En el "Livre d'Artus" (de principios del siglo XIII), Pellinore es conocido como el "Rey Mutilado", tras ser herido por la lanza sagrada, por haber dudado de los poderes del Grial.
Una memorable imagen del Rey Pellinore aparece en "The Once and Future King" de T. H. White, donde es un torpe pero entrañable anciano incapaz de abandonar la búsqueda de la Bestia Aulladora, con el fin de que la pobre criatura no muera de soledad.